# Scenopinus inquilinus
Scenopinus inquilinus är en tvåvingeart som beskrevs av Seguy 1931. Scenopinus inquilinus ingår i släktet Scenopinus och familjen fönsterflugor. Inga underarter finns listade i Catalogue of Life.